# Aschehougs leksikon
Aschehougs Leksikon var en fortsættelse og udvidelse af den elektroniske udgave af Lademanns Leksikon, der blev overtaget af Aschehoug Dansk Forlag A/S, et datterselskab i Egmont gruppen. Leksikonet omfattede ca. 90.000 artikler, 850.000 billeder samt masser af multimedieklip, og blev løbende udvidet.
Ligesom det var tilfældet med den elektroniske version af Lademanns Leksikon, var også Aschehougs Leksikon et betalingsleksikon. Artiklerne i leksikonet var korte og præcise, og navigationen inden for leksikonet var nem og hurtig. Ønskede man mere dybtgående information, var det imidlertid nødvendigt at supplere informationerne fra Aschehougs Leksikon med andre informationskilder.
I  november 2011 meddelte forlaget Aschehoug at man lukkede opslagsværket Aschehoughs Leksikon på internettet. Dermed var et af de mest udbredte danske opslagsværker ikke længere tilgængeligt.
Leksikonet var i en kort periode også kendt som Topleks før det lukkede.

## Eksterne links
- Aschehougs Leksikon – officiel website - Ikke længere aktivt Arkiveret 26. juni 2007 hos  Wayback Machine